# Zderaz

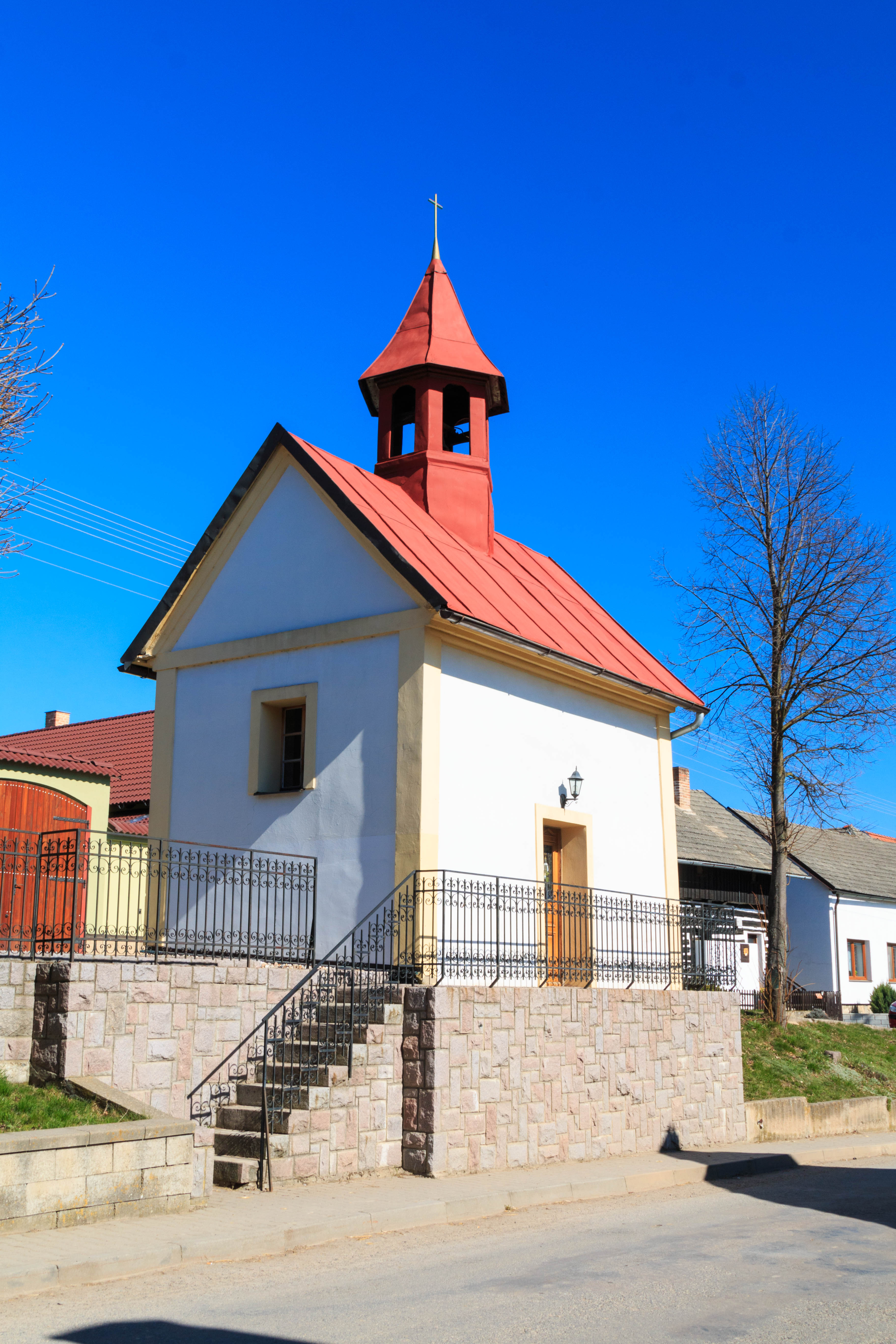
Kapelle

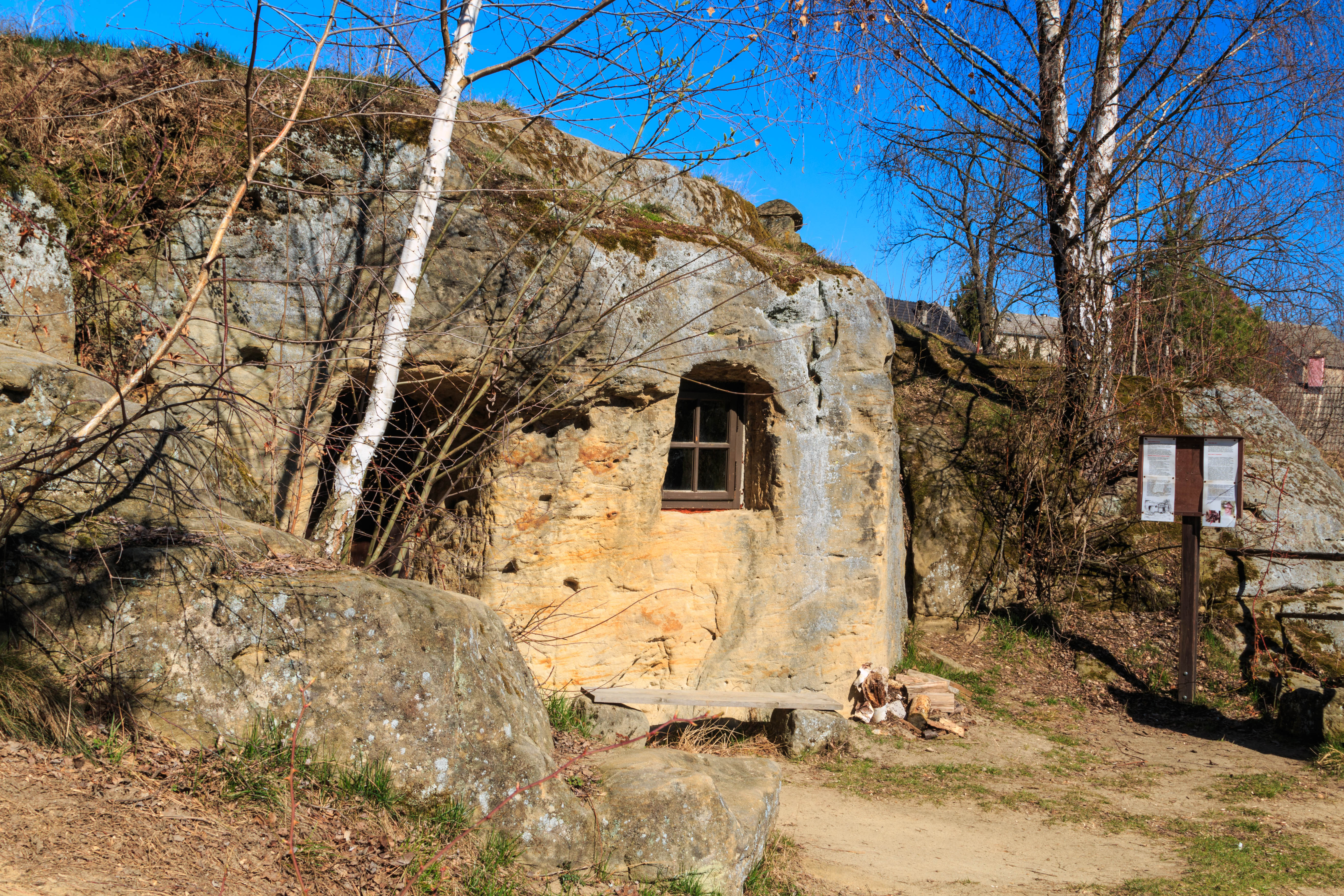
Ehemalige Felswohnung

Zderaz (deutsch Sderas, auch Zderas) ist eine Gemeinde in Tschechien. Sie liegt zweieinhalb Kilometer nördlich von Proseč und gehört zum Okres Chrudim.

## Geographie
Zderaz befindet sich auf einer Hochfläche über den Tälern der Bäche Martinický potok und Prosečký potok in den Zderazské kuesty (Sderaser Schichtstufen). Durch das Dorf führt die Straße II/358 zwischen Skuteč und Litomyšl. Nordöstlich erhebt sich die Polanka (498 m n.m.), im Osten der Na Kozinci (485 m n.m.), südlich der Na Vávrových (505 m n.m.) und im Westen der Macháčkův kopec (509 m n.m.). Das Dorf liegt am Rande des Naturparks Údolí Krounky a Novohradky im Sandsteinfelsgebiet Toulovcovy maštale.
Nachbarorte sind Střítež, Dolany und Haberka im Norden, Mokrá Lhota, Nové Hrady, Polanka und Dudychov im Nordosten, Nová Ves u Jarošova, Vranice und Bor u Skutče im Osten, Pasíčka im Südosten, Podměstí, Záboří und Pastvisko im Süden, Česká Rybná, Rovinka und Březiny im Südwesten, Obícka und Perálec im Westen sowie Borek, Březiny und Hluboká im Nordwesten.

## Geschichte
Die Dörfer Perálec, Kutřín und Zderaz wurden vermutlich in der Mitte des 12. Jahrhunderts durch das Benediktinerkloster Podlažice gegründet. Die in der ältesten Schicht des Podlažicer Nekrologs genannten und nach 1160 verstorbenen Ordensbrüder Perarc, Sderad und Cutra werden als Gründer der Orte angesehen.
Das als Waldhufendorf mit 13 Ganzhufen angelegte Zderaz wurde 1398 erstmals urkundlich erwähnt. Nach der Zerstörung des Klosters Podlažice durch die Hussiten im Jahre 1421 kam das Dorf zur Herrschaft Litomyšl. Der Hauptmann des Chrudimer Kreises, Zdeniek Kostka von Postupice, ließ zwischen 1450 und 1465 bei Boží Dům als Herrschaftszentrum eine neue Burg erbauen, die er Nový hrad nannte. In der Mitte des 16. Jahrhunderts erwarben die Žatecky von Weikersdorf die Herrschaft Nový hrad und hielten sie bis 1580. Das älteste Urbar mit den Besitzern der 13 Hufen stammt von 1563, sieben der Höfe waren vom Robotzins befreit. Ab 1580 gehörte die Herrschaft den Popel von Lobkowitz und ab 1604 den Freiherren von Trautson. Das Urbar von 1629 weist für Zderaz 17 Anwesen aus; davon 12 Bauern mit Pferdegespann, drei Gärtner und zwei Chalupner. Bischof Johann Joseph von Trautson verkaufte die Herrschaft Nový hrad 1749 an Anna Barbara Harbuval-Chamaré geb. Freiin von Sannig. Unter den Grafen Harbuval-Chamaré erfuhr der alte Dorfkern eine deutliche Erweiterung. Zwischen 1774 und 1477 entstand als neuer Herrschaftssitz das Schloss Neuschloß.
Im Jahre 1835 bestand das im Chrudimer Kreis gelegene Dorf Zderas aus 70 Häusern, in denen 438 Personen, darunter zwölf protestantische Familien, lebten. Katholischer Pfarrort war Prosetsch; die Akatholiken gehörten zum Pastorat Prosetsch. Bis zur Mitte des 19. Jahrhunderts blieb Zderas immer der Herrschaft Neuschloß untertänig.
Nach der Aufhebung der Patrimonialherrschaften bildete Zderaz / Zderas eine Gemeinde im Gerichtsbezirk Skutsch. Ab 1868 gehörte die Gemeinde zum politischen Bezirk Hohenmauth. 1949 wurde Zderaz dem Okres Polička zugeordnet. Im Zuge der Gebietsreform von 1960 kam Zderaz zum Okres Chrudim und wurde nach Perálec eingemeindet. Seit Anfang 1992 besteht die Gemeinde Zderaz wieder.

## Gemeindegliederung
Für die Gemeinde Zderaz sind keine Ortsteile ausgewiesen. Zu Zderaz gehören die Wohnplätze Kapalice und Obícka.

## Sehenswürdigkeiten
- Museum Zderazský domeček mit Ausstellung zur Ortsgeschichte[4]
- in den Sandstein eingehauene Felsenwohnungen, zwei davon sind öffentlich zugänglich[5]
- Sandsteinfelsengebiet Toulovcovy maštale, östlich des Dorfes
- Kapelle